# Condado de Overton
El condado de Overton (en inglés: Overton County, Tennessee), fundado en 1806, es uno de los 95 condados del estado estadounidense de Tennessee. En el año 2000 tenía una población de 20.118 habitantes con una densidad poblacional de 18 personas por km². La sede del condado es Livingston.

## Geografía
Según la Oficina del Censo, el condado tiene un área total de 1126 km² (434,7 mi²), de la cual 1122 km² (433,2 mi²) es tierra y 4 km² (1,5 mi²) es agua.

### Condados adyacentes
- Condado de Pickett noreste
- Condado de Fentress este
- Condado de Putnam sur
- Condado de Jackson oeste
- Condado de Clay noroeste
- Condado de Cumberland sureste

## Demografía
En el 2000 la renta per cápita promedia del condado era de $26,915, y el ingreso promedio para una familia era de $32,156. El ingreso per cápita para el condado era de $13,910. En 2000 los hombres tenían un ingreso per cápita de $25,287 contra $19,674 para las mujeres. Alrededor del 16.00% de la población estaba bajo el umbral de pobreza nacional.

## Lugares

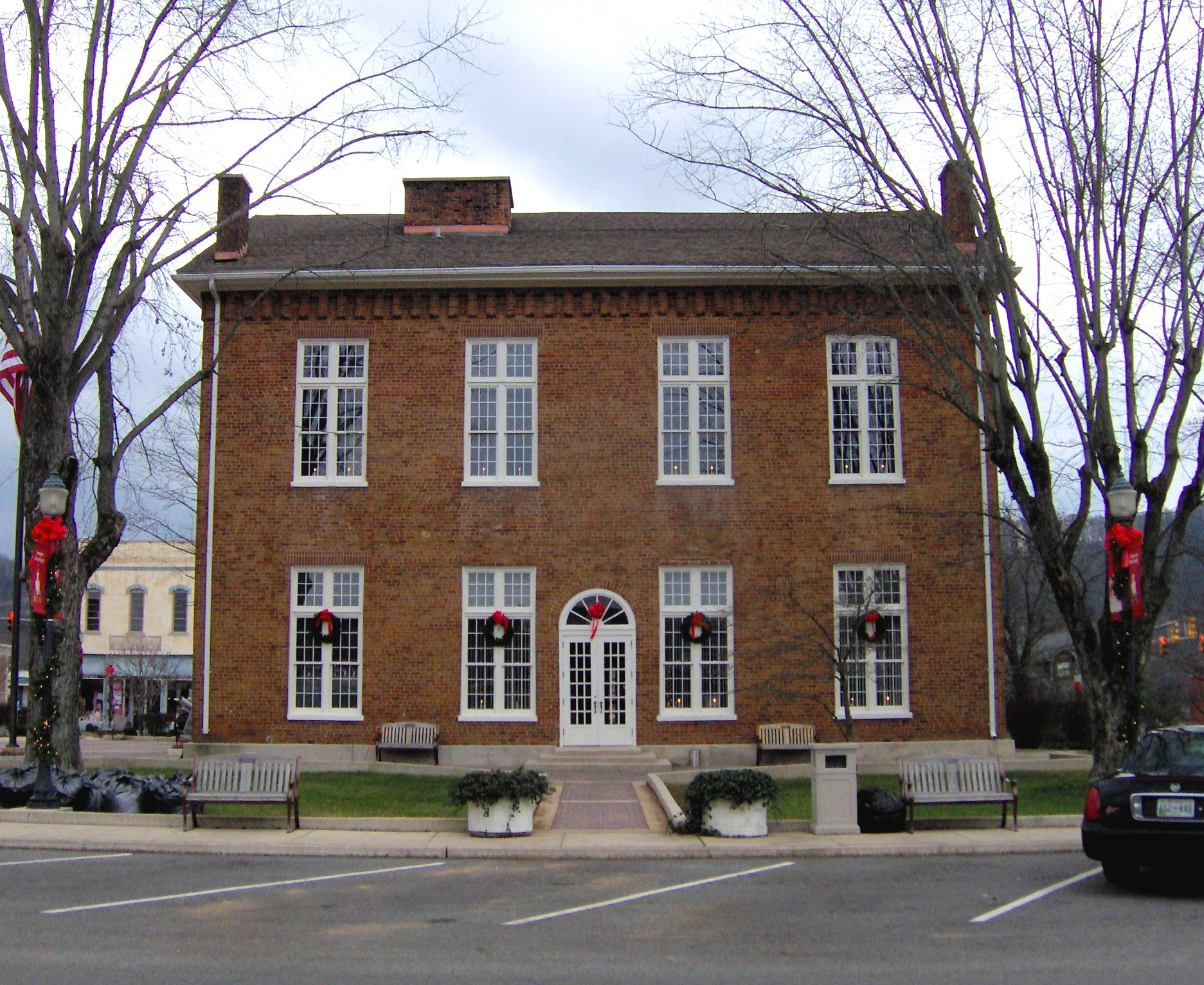
Overton Corte del Condado de Livingston, Tennessee

### Ciudades y pueblos
- Allons
- Livingston

### Comunidades no incorporadas
- Alpine
- Crawford
- Hilham

## Hechos relevantes en la historia
El 10 de mayo de 1933 un tornado golpeó la pequeña comunidad de Beatty pantanos (también conocido como Betsaida). Destruyó todas las viviendas, con la muerte o lesión de casi todos los habitantes de la ciudad. La ciudad no fue reconstruida.